# 花宮楓
花宮 楓（はなみや かえで）は、日本の女性声優。主にアダルトゲーム業界で活動している。

## 出演
太字はメインキャラクター。

### アダルトゲーム

#### 2014年
- 世界と世界の真ん中で

#### 2017年
- ノンケ一発食べ放題（可憐な女性、レポーター、ヤマトの同僚、通行人）
- タユタマ2 -After Stories-

#### 2018年
- 縁りて此の葉は紅に（江北実[2]）
- ヒトヅマサイミンカウンセリング（柊心海）

#### 2019年
- スク～ル催眠ぱらだいす！～さっきまで全然好きじゃなかったのに！？～（清水文香）
- 若葉色のカルテット（アリア・クーゲル・ウェストリン）
- あにまる☆ぱにっく（ノノ）

#### 2021年
- まどひ白きの神隠し（士御楠葉[3]）

#### 2022年
- ジュエリー・ハーツ・アカデミア-We will wing wonder world-（シャーロット・ジェローム[4]）

#### 2024年
- アンラベル・トリガー（アリーシャ・スルツキー）

## ディスコグラフィ

### 未音源化楽曲
| 発表時期 | 楽曲                | 歌     | 備考                                                 |
| -------- | ------------------- | ------ | ---------------------------------------------------- |
| 2020年   | 「OPENING NUMBER!」 | 花宮楓 | PCゲーム『Kirakira stars -idol project Ai-』OPテーマ |